# 菱鉄鉱
菱鉄鉱（りょうてっこう、siderite）は、鉱物（炭酸塩鉱物）の一種。化学組成は FeCO3（炭酸鉄(II)）、結晶系は三方晶系。方解石グループの鉱物。
Siderite は、ギリシャ語で「鉄」を意味する σίδηρος (sídēros) に由来する。

## 産出地
金属鉱床の酸化帯、火山岩の隙間、堆積性鉄鉱床などに見られる。
熱水鉱脈で続成作用により形成されやすい。泥鉄鉱は、石炭層と共に産する菱鉄鉱を主成分として団塊などの形で産する。
熱水鉱床で生成されると露天掘りには不向きな形成のされ方となり、他の堆積によって形成された鉄鉱石（縞状鉄鉱床）や赤鉄鉱に比べて連続的に形成されるわけではないため採算が良くない。石炭と一緒に産する場合は、コークス高炉の技術が確立されると、石炭と一緒に原料として放り込めるため使用されるようになった。

## 性質・特徴
菱面体結晶、球状集合、皮膜状などの形態で産する。結晶は方解石などと同様に菱面体だが、結晶面が湾曲するのが特徴。
菱マンガン鉱、菱苦土鉱と連続して固溶体を形成する。
冷時希塩酸には少しずつ、温時容易に溶ける。

## 用途・加工法
多く産出するドイツなどでは鉄資源として用いられることもあり、精錬も容易であることから、人類が初めて精錬した鉄鉱石は菱鉄鉱だったのではないかという説がある。

## ギャラリー

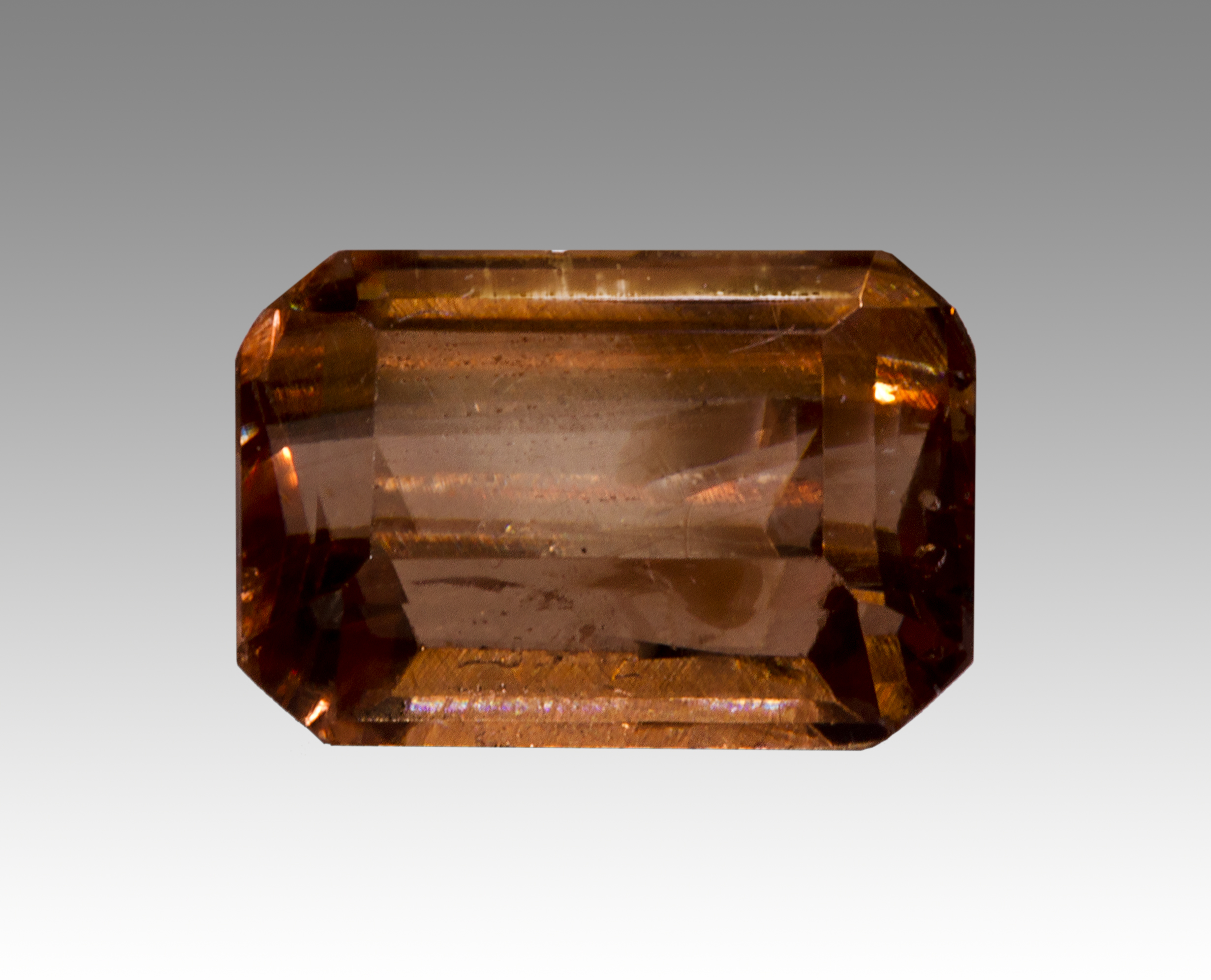
カットした菱鉄鉱
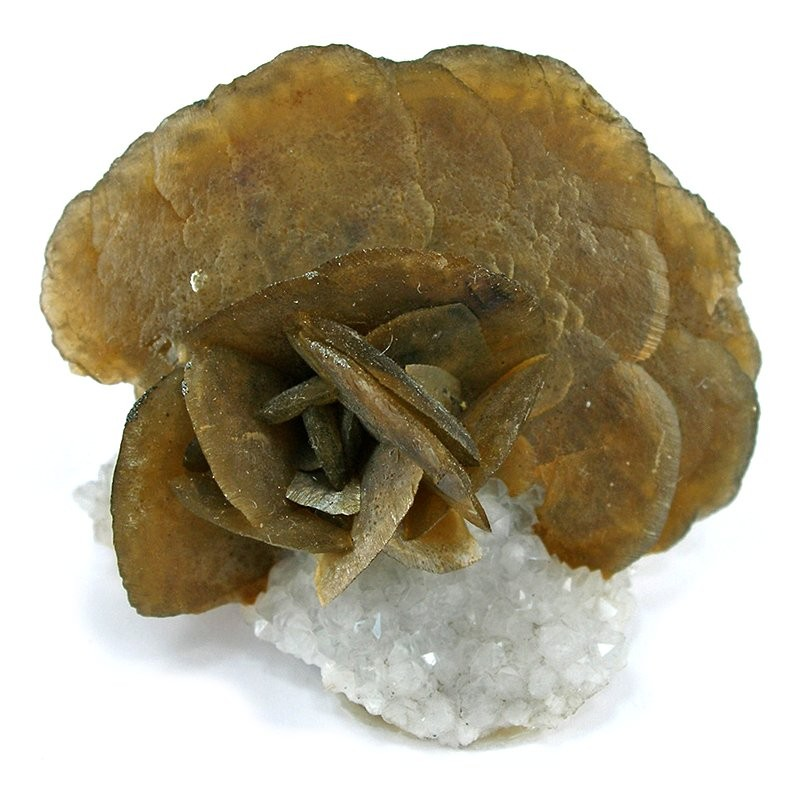
イギリスのコーンウォール産のバラ状の菱鉄鉱
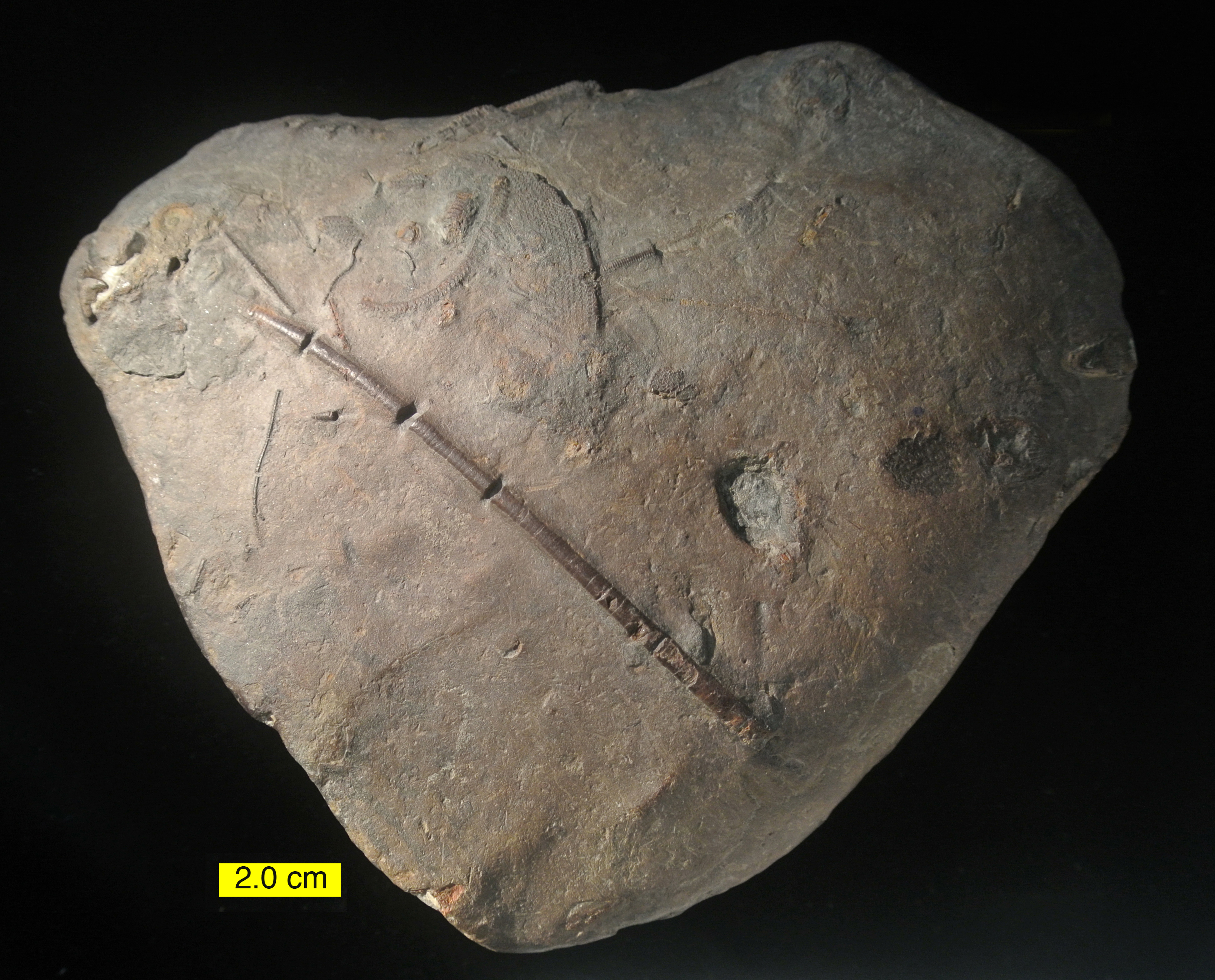
石炭層で化石を閉じ込めた形で団塊となった泥鉄鉱
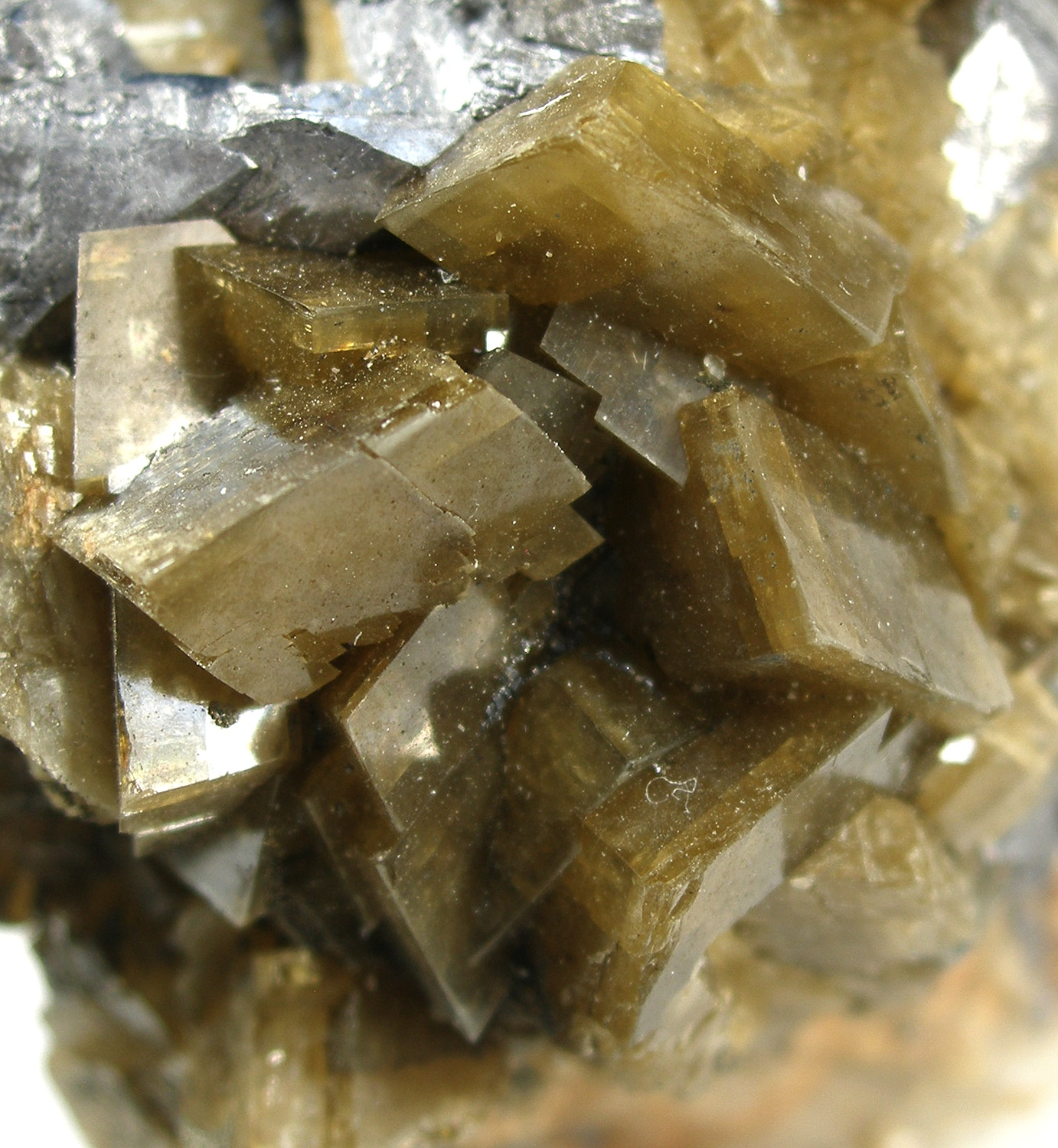
ドイツのハルツ山脈で産出した菱鉄鉱の拡大図。
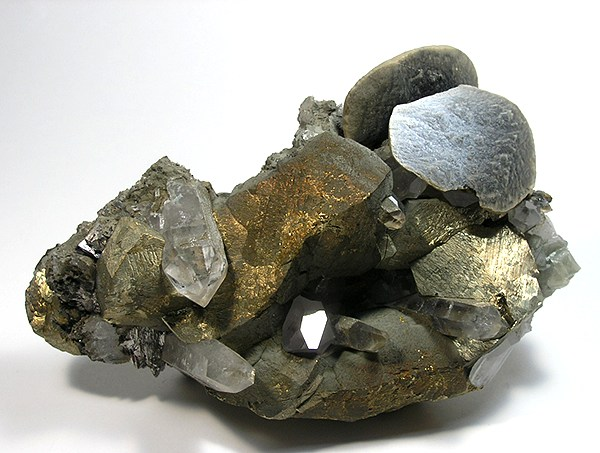
黄銅鉱などと共に産する菱鉄鉱